# Sarriés
Sarriés in castigliano e Sartze in basco, è un comune spagnolo di 79 abitanti situato nella comunità autonoma della Navarra.